# 小学校

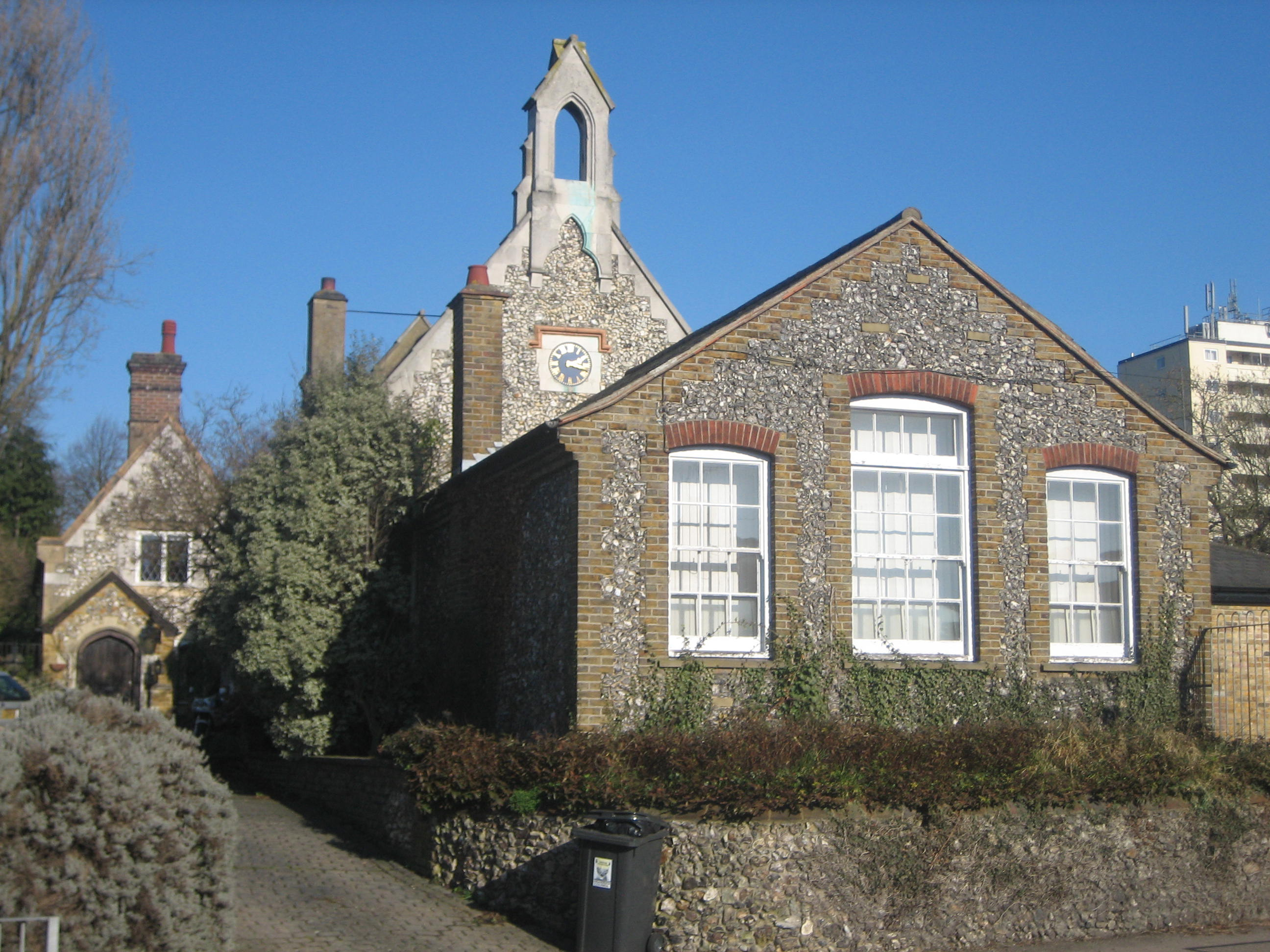
英国イングランドの小学校の外観

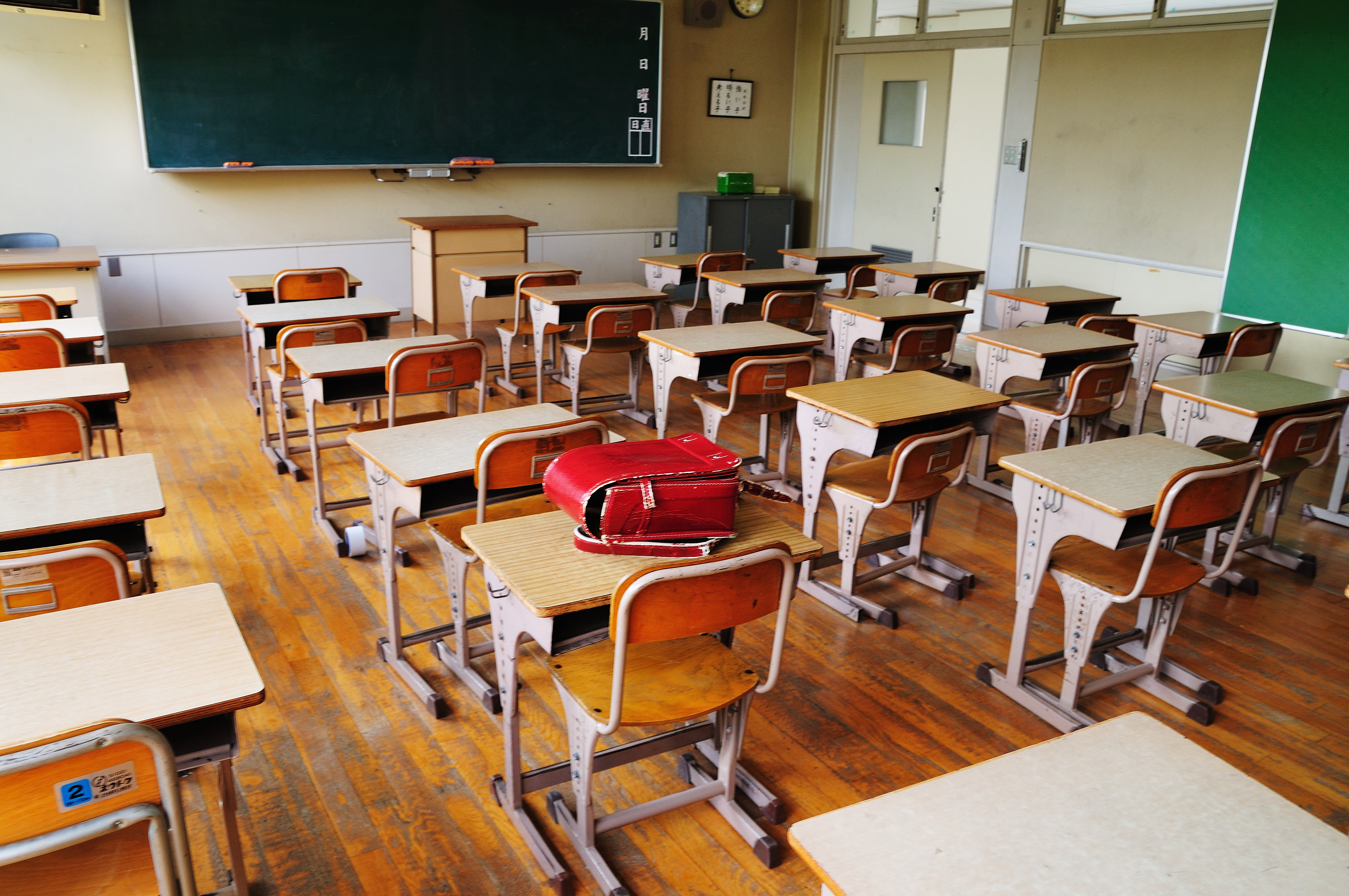
日本の小学校の教室

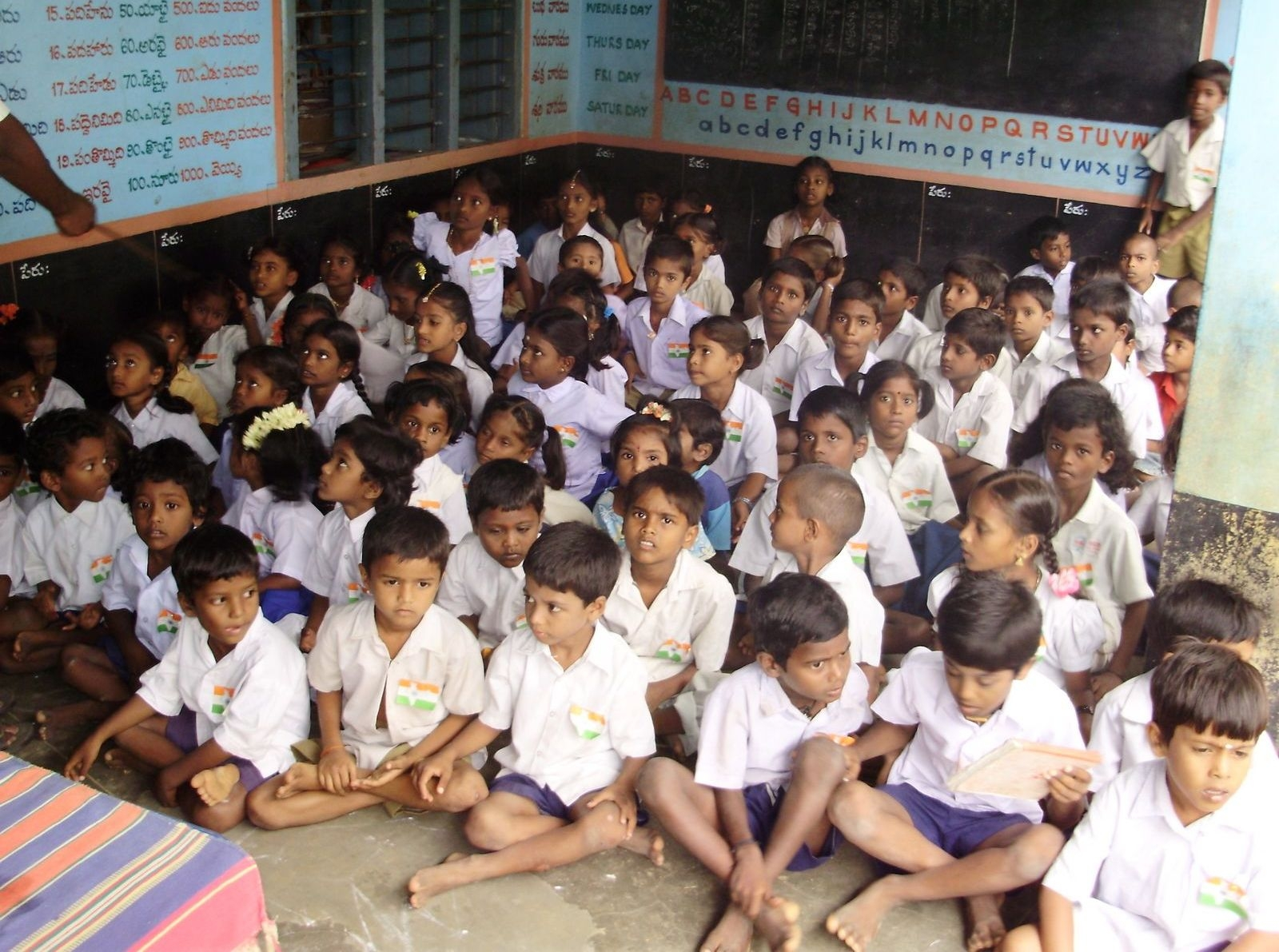
インドの小学校の教室

小学校（しょうがっこう）は、初等教育を施し、学校系統上最も基礎的な段階をなす学校であり、国際標準教育分類（ISCED）では一般的にISCED-1に分類される。
英語表記には、米国式のelementary schoolと英国式のprimary schoolがあるが、いずれも「初等学校」という意味であり、日本の文部科学省では米国式のelementary schoolという表記を用いている。
どこまでを小学校と区切るかは様々であり、6・3制もあれば、4・3・2制も存在し、一方で15歳までの小中一貫教育を行う国もある。

## 日本の小学校
|            | 国立     | 公立        | 私立     | 合計        |
| ---------- | -------- | ----------- | -------- | ----------- |
| 学校数     | 67校     | 18,506校    | 249校    | 18,822校    |
| 在籍児童数 | 35,391人 | 5,826,352人 | 79,990人 | 5,941,733人 |

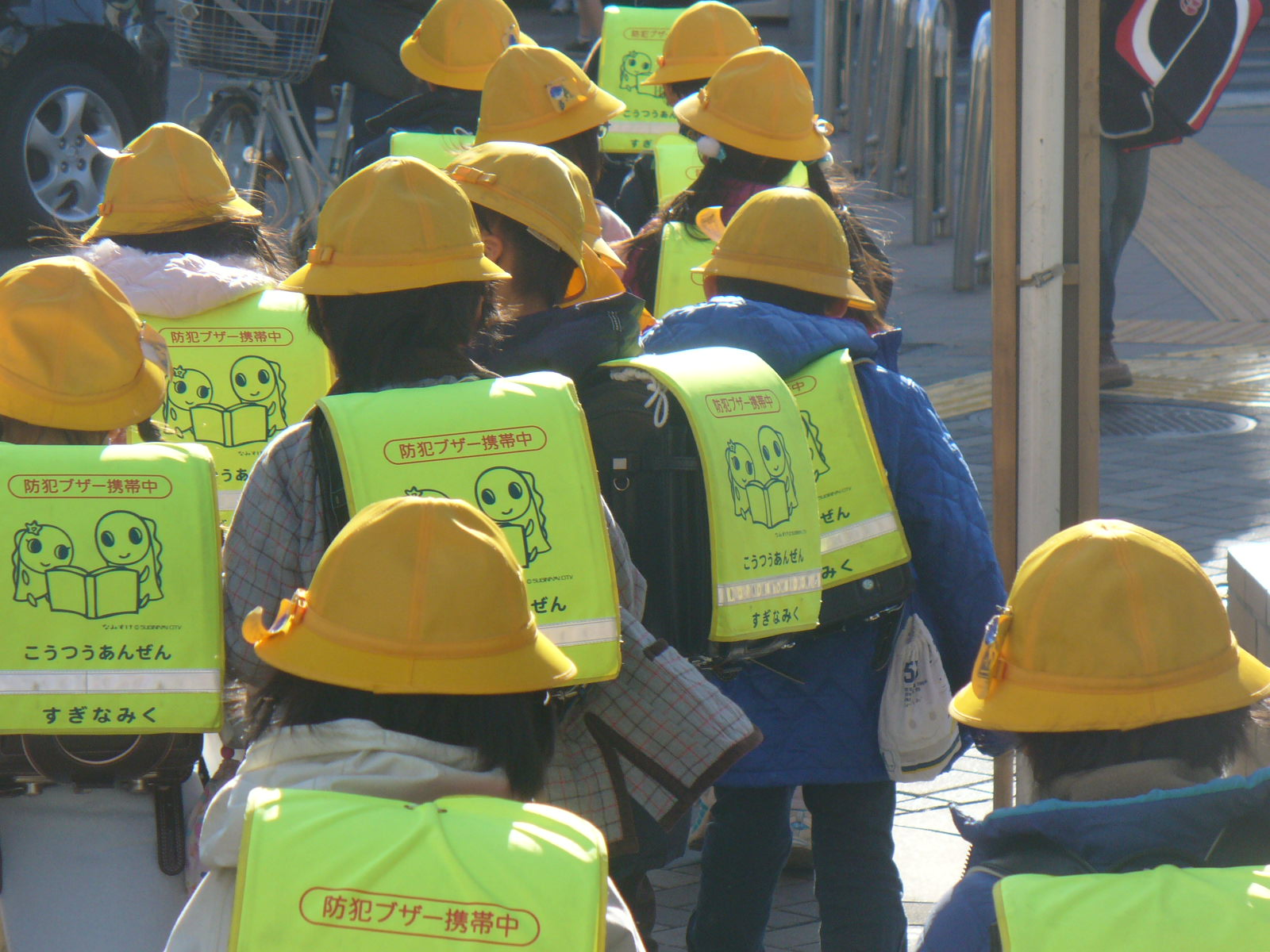
日本の多くの小学校では、ランドセルを背負って通学する

日本における小学校は、修業年限は6年間とされ、中学校の3年間と合わせ、9年間の義務教育期間を構成している。卒業後は、中学校や中等教育学校などに進学することになる。小学校と同等な課程に特別支援学校の小学部があり、就学児健診で特別支援学校が適切と判定された場合などにおいてはそれらの学校に就学する。
日本の小学校は、ほとんどが地方公共団体（市町村、特別区、一部事務組合及び広域連合）が設置者の公立学校である。なお、地方独立行政法人による小学校の設置及び管理は、地方独立行政法人法（平成15年法律第118号）第21条第2項により認められていない。
公立小学校においては、義務教育制度によって、住民基本台帳に基づき、満6歳の誕生日の前日より後の最初の4月1日に、半ば自動的に入学（就学）する形を取ることがほとんどである。未熟児や病弱などの理由で就学猶予が許可された場合は、1年以上経過した後に就学するが、この場合は第一学年を履修していなくても、いきなり第二学年に編入学するといった取扱い（飛び級）も可能となっている。なお、義務教育制度の対象外の就学希望者については、日本国籍のない人は年齢が合えば特に問題なく入学することが可能であり、学齢超過者は入学することが困難である。国立・私立小学校においては、入学を希望する家庭が個別に入学許可を受けて入学することになる（就学事務・小学校受験も参照）。
日本の小学校は年齢主義によって運営されているため、在籍者の殆どが満6歳～12歳である。ただし学校教育法上は、少なくとも15歳までの在学が想定されており、明確な上限は定められてはいない。在学者は年齢にかかわらず「児童」と呼ばれる。
私立や国立の小学校を受験する小学校受験がある。
多くの小学校では、ランドセルを背中に背負って登校する、その中には筆箱、教科書などが入っていることが多い。また、私立や国立の小学校など一部を除き、ほとんどの小学校は私服での通学となっている。

### 名称
学校教育法の135条で、専修学校や各種学校、無認可校など学校教育法上の小学校以外の教育施設が「小学校」を名乗ることは禁じられている。逆に、「小学校」を付けることは義務ではなく、慶應義塾幼稚舎などのように「小学校」を名乗らない小学校も存在する。たとえば、東京都品川区などの公立校では一部の学校で従来の6・3制を廃止した9年制の義務教育学校（小中一貫教育）を導入しているが「小学校」などの名称は使用せず、私立などでよくみられる「学園」の名称を使用している。また、私立のエスカレーター式の学校では「小学部」や「初等部」等の名称を採用していることが多い。この場合、中学校は「中学部」や「中等部」、高等学校は「高等学部」や「高等部」という名称を対として使用することが多い。なお、明治初期のころには、九州地方の一部を中心に「下等学校」の名称を使用していた例もみられる。

### 歴史

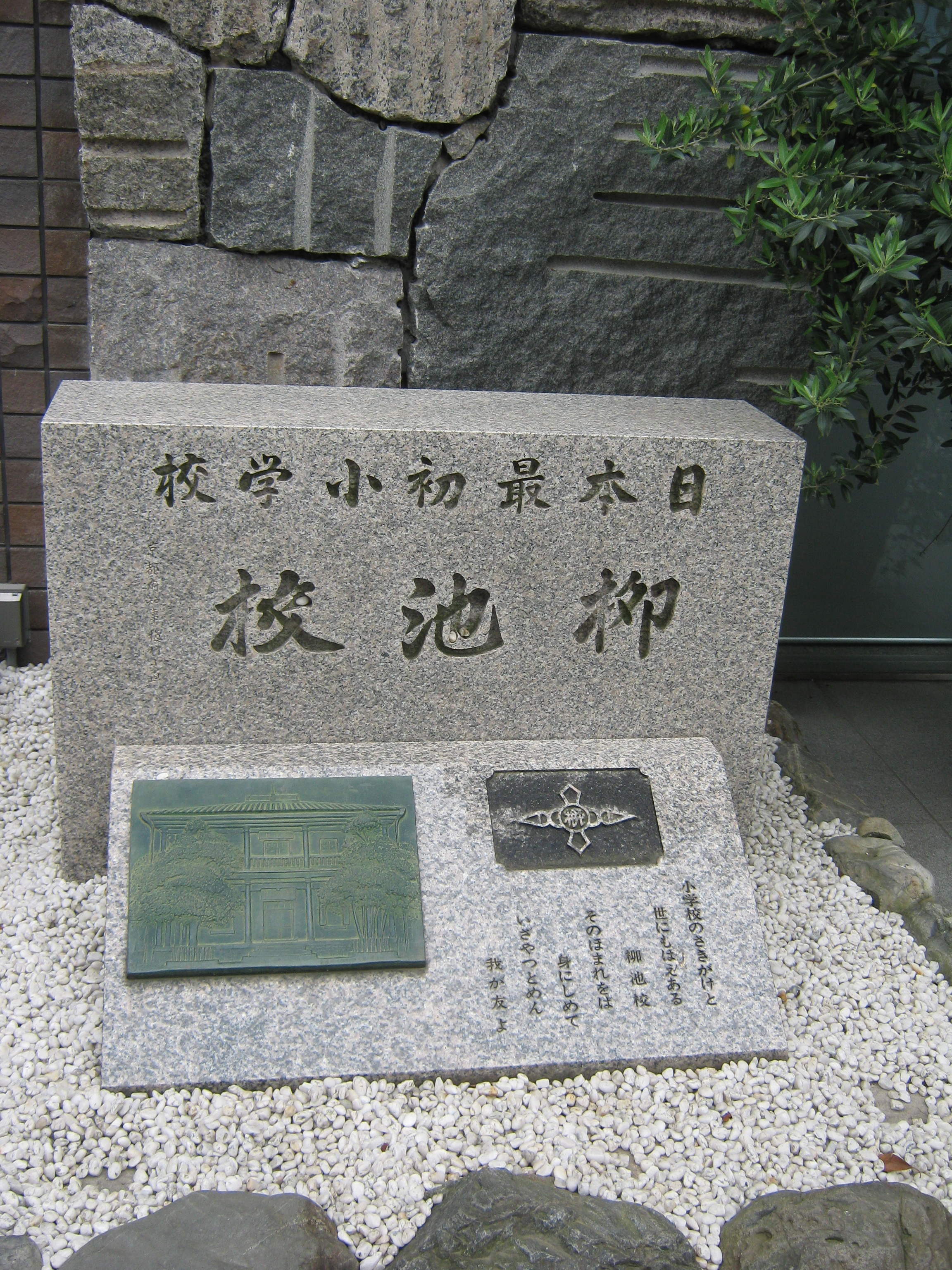
柳池校の碑・日本初の近代小学校とされている上京第二十七番組小学校の記念碑（その流れを受け継いでいる現在の京都市立京都御池中学校）の敷地内にある、京都市中京区

1872年（明治6年）8月3日の学制発布により始まった日本の近代教育制度において、初等教育は当初、小学校尋常科という名称の学校で行われ、1873年（明治6年）1月15日に設置された官立の東京師範学校附属小学校（現在の筑波大学附属小学校）を皮切りに、1875年には、ほぼ現在並みの約2万4千校の小学校が全国各地に設置された。
ただし、国の正式な学制によらないものも含めると、1869年に京都の町衆の寄付等により設立された上京第二十七番組小学校（現在の京都市立京都御池中学校）と下京第十四番組小学校（のちの京都市立修徳小学校）が日本初の近代小学校とされている（番組小学校）。
また、「小学校」の名称は貞享2年（1685年）、長崎県の対馬藩において家臣の子弟を教育するために設置された学校が小学校と名付けられ、名称における発祥であるとされている。初等教育制度自体は寺子屋など発祥が地域の育成制度によるものなど自然発生的な側面があり、明治以降の近代教育制度も当然それらを継承して設立されたものが多い。
しかし、1874年（明治7年）の段階で、小学校への就学率は男児46%、女児17%、総計平均で32%に過ぎず、3人に1人しか小学校に通っていない状況であった。1890年（明治23年）になっても小学校数は2万6千校、就学率は49%と増えてはいるものの、ほぼ全員が就学していると言えるようになるのは明治の終りのことであった。
1886年（明治19年）の小学校令で、尋常小学校（尋常科）と高等小学校（高等科）が設置された。このときの尋常小学校（義務教育）の修業年数は4年間であり、その後に高等小学校の4年間の課程があった。1900年（明治33年）に小学校令が改正され、高等小学校の課程は「2年または4年」とされた。その後、何回かの変遷を経て、澤柳政太郎文部次官の下、1907年（明治40年）に尋常小学校が6年間、高等小学校が2年間となった。
1936年（昭和11年）の統計では、尋常小学校を卒業した者のうち、旧制中等教育学校（旧制中学校・高等女学校・実業学校）に進学する者は21%、まったく進学しない者（就職等）は13%、高等小学校に進学する者は66%だった。
第二次世界大戦下となる1941年（昭和16年）4月からの初等教育は、国民学校という名称の学校で行われた。国民学校には、6年間の初等科のほかに、初等科を修了した者が進学できる修業年限2年の高等科の制度が設けられていた。国民学校の初等科は、1947年（昭和22年）4月1日の学校教育法の施行とともに順次廃止され、戦後の新制学校である現行の小学校に移行した。
第二次世界大戦前には、夜間小学校（小学校の夜間授業）があったが、現在はなく、夜間中学校がその役目を担っている。
2007年（平成19年）8月30日に、中央教育審議会の小学校部会は、小学校の授業時間について、国語や算数などの主要教科と体育の時間を全体として30年ぶりに10%増やすことにした。総合的な学習の時間は週1回削減し、高学年（5年、6年）で外国語の授業を週1回設ける。

### 小学校における教育の目標
小学校における教育は、学校教育法（昭和22年法律第26号）の第30条第1項により、必要な程度において義務教育として行われる普通教育の目標（学校教育法第21条各号に掲げる目標）を達成するように行われるものとされている。
また、同条の第2項では、「生涯にわたり学習する基盤が培われるよう、基礎的な知識及び技能を習得させるとともに、これらを活用して課題を解決するために必要な思考力、判断力、表現力その他の能力をはぐくみ、主体的に学習に取り組む態度を養うことに、特に意を用いなければならない」とされている。  
平成19年法律第98号（2008年〔平成20年〕4月1日施行）による学校教育法の改正前は、同法の第18条に、小学校における教育の目標が次のように規定されていたが、改正後は小学校個別で目標を列挙することをやめ、「義務教育として行われる普通教育の目標（学校教育法第21条）」に修正の上で改めて規定された。
1. 学校内外の社会生活の経験に基き、人間相互の関係について、正しい理解と協同、自主及び自律の精神を養うこと。
2. 郷土及び国家の現状と伝統について、正しい理解に導き、進んで国際協調の精神を養うこと。
3. 日常生活に必要な衣、食、住、産業等について、基礎的な理解と技能を養うこと。
4. 日常生活に必要な国語を、正しく理解し、使用する能力を養うこと。
5. 日常生活に必要な数量的な関係を、正しく理解し、処理する能力を養うこと。
6. 日常生活における自然現象を科学的に観察し、処理する能力を養うこと。
7. 健康、安全で幸福な生活のために必要な習慣を養い、心身の調和的発達を図ること。
8. 生活を明るく豊かにする音楽、美術、文芸等について、基礎的な理解と技能を養うこと。

- 各教科
  - 1年生～6年生：国語（書写を含む）、算数、音楽、図工、体育、道徳
  - 1年生～2年生：生活
  - 3年生～6年生：社会、理科
  - 5年生～6年生：家庭
- 道徳 - イギリスでは、これを総合学習のように大綱化して、the Personal Social and Health Education (PSHE) -「健康教育」という科目にしている。ただし、行動の善悪や価値観については、宗教という科目が宗派別に設けられている。これはヨーロッパの国々もほぼ同じ。
- 健康教育は、WHOも青少年教育の課題としてプログラム作成などをしている。
- 特別活動 - 第二次世界大戦前は、正規の教育課程に含まれなかったものの、戦後教育課程の中に含められるようになったもの。
  - 学級活動（略　学活）、児童会活動、クラブ活動、学校行事
- 総合的な学習の時間
- 宗教（私立学校のみ、学校によっては「礼拝」「聖書」という）

### 教科用図書
おおむね6歳から12歳ごろの時期は、理解力や判断力はまだ十分ではないが、6年間に人間が生きる上で大切な読み書き、計算などの能力を反復練習し、習熟しなければならないと考えられている。また、小学校の児童が学ぶ教科や単元には、しつけとしての意味合いがあるものも多い。この事情からも、小学校で使用される教科用図書（教科書）は、原則として敬体（…です、…ます、…ました、…ましょう）で表記されている（ただし、理科は例外）。また、本文の書体には教科書体（楷書体の一種）を使っているのも特色である。

### 日本の小学校の環境
小学校の通学距離については、おおよそ4km以内を目安と政令で定められている。
高度経済成長期の小学校は、児童の人数も多く、一定のエリアにほぼ必ず存在する公的施設として、地域家庭との密接な関係を基にした社会の基本的なインフラとしての役割を果たしていた。その内容として校庭や学校施設の積極的な地域への開放などが進められてきた。また、1960年代から1980年代にかけての、高度経済成長期から安定成長期の頃には小学校独特の文化があり、下記のような1969年放映の「ジャンケンケンちゃん」のオープニングの歌詞にその文化を示すものが列挙されている。
- ランドセル - 半ズボン - 名札 - 通学帽 - 通学班 - 緑のおばさん - 給食 - 体操着 - 鼓笛

しかし、バブル崩壊後（特に2000年以降）では、社会から学校を守る、あるいは社会と学校の間の距離感を適切にコントロールすることに保護者や社会の関心が移らなければならない状況にあり、また、上記にあるような半ズボン、名札、通学帽、緑のおばさんなどの高度経済成長期の小学校の文化も次第に衰退した。その背景には、2001年の大阪教育大附属池田小事件以降、学校への侵入や登下校に際して児童が犯罪に巻き込まれる例が目立つことや、広い意味でのプライバシーの意識の高まりなどが挙げられる。さらに、男女共同参画社会やジェンダーレスが叫ばれるようになったこともあり、ランドセルについても、高度経済成長期の小学校の文化の残滓というべき「男子は黒、女子は赤」という性差に基づく固定観念は2000年代に入ってから徐々に消え、2020年代の現在では男女を問わず多種多様の色のランドセルが使用されるようになった。

#### 学習活動中心の小学校
明治時代の初期、義務教育制度が始まったころには、日本の小学校は学習活動を中心としていた。しかし、学校の機能が増加するにつれ在籍者の生活や安全についても考慮されるようになったと考えられている。

## 各国の小学校

### アメリカ
アメリカではElementary schoolと呼ばれ、6-10歳までの5年課程であり、義務教育である。小学校教育の初めの1～2年ぐらいまでのことを児童期教育(early childhood education)と呼ぶこともある。毎年約370万人の児童が小学校に入学している。初等教育は、幼稚園が義務教育であり小学校が6年まで設置されている学区では7年間、幼稚園が義務教育ではなく6年生から中学校に進む学区では5年間、飛び級が許されている場合にはさらに短くなる。9年生から高等学校に進む学区では中学2年生(8年生)までを初等教育とする場合もある。このように教育制度は州によって異なる。

### イギリス
イギリスではPrimary Schoolは5-11歳までの6年課程であり、義務教育である。State School（公立学校）とPublic School（私立学校）がある。学期は３学期制で９月から始まり翌年の７月に終わる。イギリスでは１学年に決められた教科書はなく、Key Stage（キーステージ）と言われる2.3学年ごとにまとめられたカリキュラムを個人のレベルに合わせて進めていく教育方針をとっている。

### オランダ
オランダにおいてはBasisschoolと呼ばれ、4-12歳までの課程である。Basisschoolで行われグレード(学年)は8段階あり、小中一貫教育と見ることができる。義務教育の間は国からの補助があり、公立も私立も無償である。学期制はなく、8月1日に始まり7月31日に終わる。

### スペイン
スペインにおいては6－12歳までの6年課程で義務教育である。コレヒオ・ポブリコ（公立学校）、コレヒオ・プリバード（私立学校）、コレヒオ・コンセルタード（準私立学校（準私立学校とは州政府からの補助金と各家庭が負担する費用で運営されている小学校のこと））の3種類に分類される。学期は3学期制で9月初旬から始まり翌年の6月下旬に終了する。

### フランス
フランスにおいてはエコール・プリメール（école primaire）と呼ばれ、6-11歳までの5年課程であり、義務教育である。新学期は9月から始まり翌年の7月に終了する。授業は週に5日で、毎週水曜日は午前中のみの半日授業である。成績優秀者には飛び級制度、一定レベルに至らない場合は留年制度もある。教科書は購入する必要はなく、貸し出し制である。市や学校が使用する教科書を決めるのではなく各クラスの担任に決定権がある。決まった時間割はなく担任の先生が1日の予定を決定する。

### ドイツ
ドイツにおいては基礎学校（Grundschule）と呼ばれており、6-10歳までの4年課程であり、義務教育である。原則として入校試験などはない。修了後は卒業という形式は行われず、上部学校の5年生として「編入」という形式で学業を継続するということになる。

### イタリア
イタリアにおいては正式名称をScuola primaria(スクオーラ・プリマーリア)一般的にScuola elementare(スクオーラ・エレメンターレ)と呼ばれており、6-11歳までの5年課程で、義務教育である。公立小学校の生徒数は２００９年３月２０日の共和国大統領令で１クラス最小１５人～最大２６人（下限・上限に10％の増減可）と定められている。早生まれの子どもは親の判断で翌年に入学を伸ばすことができる。クラス替えと担任の交代はなく5年間同じ生徒たちと学ぶ。

### ポーランド
ポーランドにおいては小中学校（szkoła podstawowa、シコワ・ポドゥスタヴォーヴァ）が存在し、7-15歳までの8年課程であり、義務教育である。2017年の教育改革で7歳の児童は小学校と中学校を一体化した小中学校に入学する。ランチタイムがなく休み時間にそれぞれが好きなタイミングで昼食をとることができる。6段階評価の成績で複数の教科で最低評価（評価１）がついてしまうと留年することがある。

### ノルウェー
ノルウェーにおいてはBarneskoleという7年間の6-13歳の課程が存在し、義務教育である。学期は2学期制で8月中旬から新学期が始まり6月中旬に終了する。テストは家庭内で実施され親や家族と結果を共有する。成績通知表はなく、教員による助言が記される。

### ロシア連邦
ロシア連邦においては6－10歳の4年課程で義務教育である。飛び級はなく入学から4年間通してクラス替えはない。教育省に定められたカリキュラムを行うことを義務付けられており学校ごとの独自性はない。

### 台湾
台湾においては国民小学が存在する。かつての国民学校から改組された。学期は2学期制で上学期と下学期に分かれ上学期は8月1日～1月31日、下学期は2月1日～6月30日というふうになっている。公立小学校の学費は無料である。
科目は、中国語（国語）、英語、数学、社会、自然生命科学、保健体育、美術、音楽、コンピュータ、生活科、弾性（学校独自の自由科目）、総合科。

### 中国（本土）
中国本土においては“小学”と呼ばれる。かつては初級小学（4年）、高級小学（2年）、完全小学（5年）の3種類に分かれていたが、現在は6‐12歳の6年制であり、義務教育である。

### 韓国
韓国では初等学校と呼ばれる、6-12歳の6年制の義務教育である。全国5384校の初等学校のほとんどが公立である。日本統治時代に、韓国という国は消滅しており、2度とそのようなことがないように韓国人としての誇りや韓国文化が教育上で重視されているといわれている。初等学校ではすべての教科書が国定教科書であり、他の国とは違う。

## 発展途上国の小学校の環境
主に開発途上国などにおいても、学校はあくまで学習活動をする場であり、生活指導や安全指導が行うことは少ないといわれている。事件や事故で学校の責任が問われないともいわれている。日本の小学校を象徴しているような文化も、多くは存在しないといわれている。

## 関連施設
- 飼育小屋 - 小学校などでカイウサキ、ニワトリ、チャボなどの学校飼育動物（英語版）を飼育する小屋。日本の学校において、いつから学校飼育動物が飼われるようになったかは不明であるが、1907年に教育学者の棚橋源太郎は、滋賀県の小学校でなく学校園を視察した際に、教育目的でニワトリを飼育していると記述している[12]。1908年の松田良蔵の記録では、東京高等師範学校附属小学校で数年前からウサギを飼育していたとされる[12]。文部科学省では、小学校学習指導要領において、動物飼育に関する規定の規定がある。ただし、平成19年度（2007年）の調査では79％の小学校で学校飼育動物が飼われていたが、令和4年度（2022年）の調査では21％に低下しており、教師の負担などが指摘されている[13]。
- プール ‐ プール授業は昭和30年代に子どもの水難事故が続発したことから普及した。教育者への負担、維持費などの課題が指摘されている[14]。